# 吴先宁
吴先宁（1957年9月—），浙江诸暨人，汉族，中华人民共和国政治人物、第十一届全国政协委员。
加入中国国民党革命委员会，担任民革中央常委、宣传部部长。2008年，当选第十一届全国政协委员，代表中国国民党革命委员会，分入第四组。并担任提案委员会专委。